# Hostín
Obec Hostín se nachází v okrese Mělník, kraj Středočeský. Rozkládá se asi devět kilometrů východně od Mělníka. Žije zde 315 obyvatel.

## Historie
První písemná zmínka o obci pochází z roku 1345.

### Územněsprávní začlenění
Dějiny územněsprávního začleňování zahrnují období od roku 1850 do současnosti. V chronologickém přehledu je uvedena územně administrativní příslušnost obce v roce, kdy ke změně došlo:
- 1850 země česká, kraj Praha, politický i soudní okres Mělník[4]
- 1855 země česká, kraj Praha, soudní okres Mělník
- 1868 země česká, kraj Praha, politický i soudní okres Mělník
- 1939 země česká, Oberlandrat Mělník, politický i soudní okres Mělník[5]
- 1942 země česká, Oberlandrat Praha, politický i soudní okres Mělník[6]
- 1945 země česká, správní i soudní okres Mělník[7]
- 1949 Pražský kraj, okres Mělník[8]
- 1960 Středočeský kraj, okres Mělník
- 2003 Středočeský kraj, okres Mělník, obec s rozšířenou působností Mělník

### Rok 1932
V obci Hostín (432 obyvatel) byly v roce 1932 evidovány tyto živnosti a obchody: obchodník s dobytkem, hospodářské strojní družstvo, 2 hostince, kapelník, kovář, krejčí, 3 obuvníci, 3 rolníci, řezník, 2 obchody se smíšeným zbožím, Spořitelní a záložní spolek pro Hostín u Mělníka, obchod se střižním zbožím, trafika, 2 truhláři, zámečník.

## Pamětihodnosti
- Kaplička
- Zvonička
- Usedlost čp. 11
- Sýpka u čp. 51

## Obyvatelstvo
| 1869 | 1880 | 1890 | 1900 | 1910 | 1921 | 1930 | 1950 | 1961 | 1970 | 1980 | 1991 | 2001 | 2011 |
| ---- | ---- | ---- | ---- | ---- | ---- | ---- | ---- | ---- | ---- | ---- | ---- | ---- | ---- |
| 470  | 474  | 494  | 476  | 450  | 403  | 432  | 314  | 294  | 279  | 261  | 235  | 214  | 261  |

## Doprava
Dopravní síť
- Pozemní komunikace – Do obce vedou silnice III. třídy. Ve vzdálenosti 3,5 km vede silnice I/16 Řevničov - Slaný - Mělník - Mladá Boleslav.
- Železnice – Železniční trať ani stanice na území obce nejsou. Nejblíže obci je železniční zastávka Mělnická Vrutice ve vzdálenosti 3 km ležící na trati 076 z Mělníka do Mšena a Mladé Boleslavi.

Veřejná doprava 2012
- Autobusová doprava – V obci měly zastávky příměstské autobusové linky Mělník-Hostín-Lhotka, Mělník-Všetaty-Byšice-Hostín (dopravce ČSAD Střední Čechy, a. s.) a Mělník-Hostín (dopravce Kokořínský SOK, s. r. o.).

## Turistika
- Cyklistika – Obcí vedou cyklotrasy č. 141 Liblice - Hostín - V Lukách - Lhotka, č. 0008 V Lukách - Řepínský důl - Vrátno a č. 8162 Košátky - Hostín - Mělnická Vrutice - Kly.
- Pěší turistika – Územím obce vedou turistické trasy  Mělnická Vrutice - V Lukách - U zemljanek - Řepínský důl a  U zemljanek - Horní Harbasko - Hostín - Kolo.